# Åland
För andra betydelser, se Åland (olika betydelser).
Åland ([ˈǒːland]; finska: Ahvenanmaa finskt uttal: [ˈɑhʋenɑnˌmɑː]) är en ögrupp mellan Egentliga Östersjön och Bottenhavet, belägen mellan Egentliga Finland och Sverige. Som en självstyrande del av Finland har Åland svenska som enda officiella språk. År 1920 fastställde Nationernas förbund internationella garantier som skyddar invånarnas svenska kultur och språk. Dessutom är Åland demilitariserat, vilket innebär att ingen militär aktivitet är tillåten på öarna under fredstid.
Åland har en unik status inom Finland på grund av sin självstyrelse. Ålands parlament Lagtinget har befogenhet att stifta egna lagar. Regionen har även en egen flagga, egna frimärken, specifika registreringsskyltar och en egen polismyndighet.
Trots dessa särdrag ingår Åland i Finlands nationella skattesystem. Undantaget är den kommunala beskattningen, som regleras lokalt. Åland är medlem i EU och använder euron som valuta. Öarnas särskilda status inom EU möjliggör taxfree-försäljning på resor till och från Åland. Detta stöder det lokala näringslivet och främjar goda kommunikationer.
Befolkningen på Åland uppgår till drygt 30 000 invånare. Över 11 800 av dem bor i Mariehamn, Ålands enda stad, som ligger på huvudön Fasta Åland.
Åland är känt för sin skärgård och rika sjöfartshistoria. I Mariehamn finns Ålands sjöfartsmuseum och museifartyget Pommern, en fyrmastad stålbark som är ett välkänt minnesmärke över regionens sjöfartstraditioner.

## Etymologi
Namnet Åland tros vara en förkortning av den äldre formen Ahvaland, som härstammar från det urnordiska ordet ahva ('vatten'), besläktat med latinets aqua. På finska kopplades Ahvaland till det finska ordet för abborre, ahven, vilket gav upphov till namnet Ahvenanmaa, som fortfarande används på finska.
Ålands latinska namn är Alandia.

## Historia

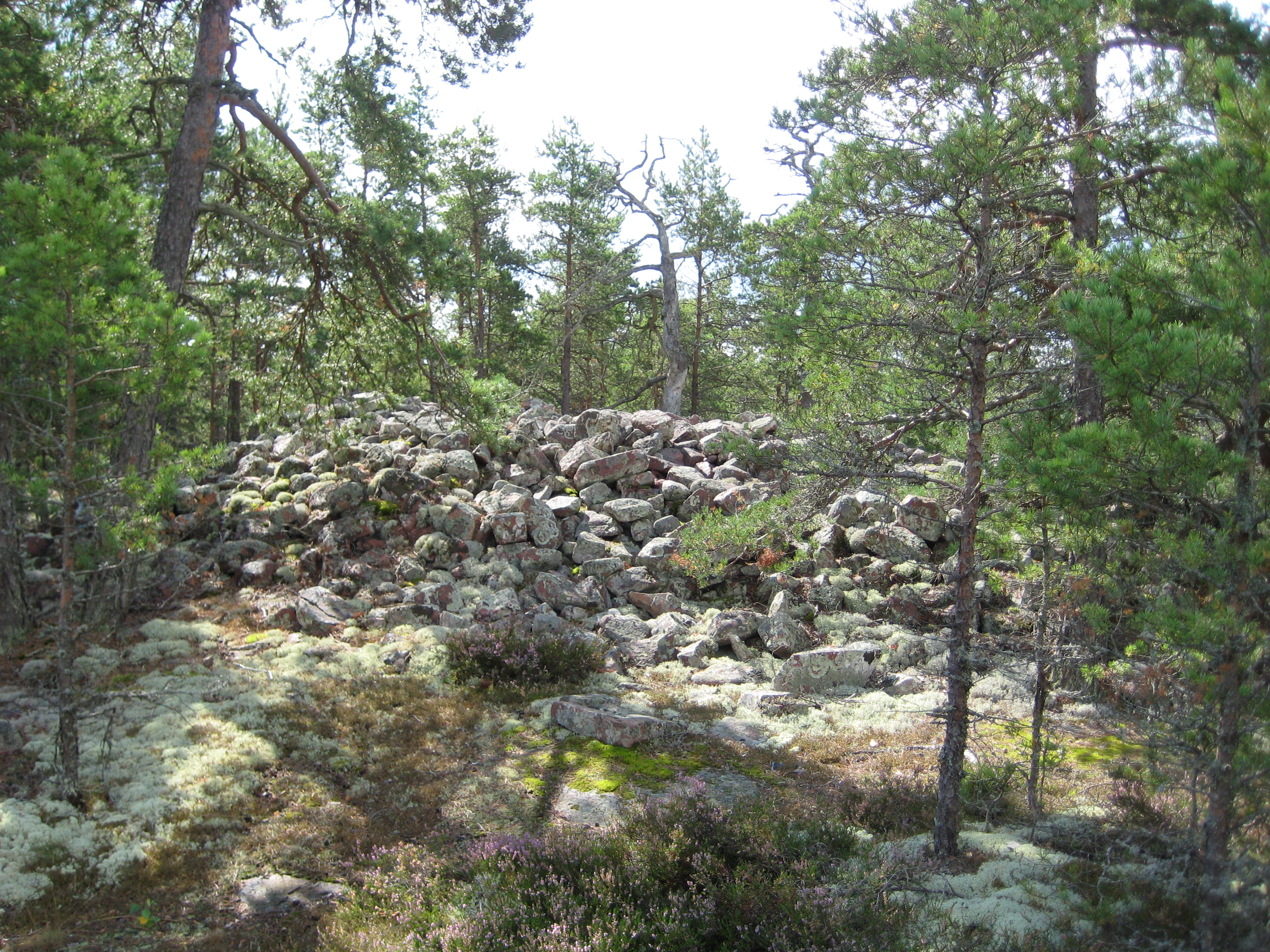
Grav från järnåldern på Åland

### Fram till medeltiden
Åland koloniserades under förhistorisk tid av människor från den Kamkeramiska kulturen, som anlände från området öster om Skiftet omkring 4000 f.Kr. Senare bosättningar från cirka 1500 f.Kr. visar på kontakter västerut. Under tidig medeltid ökade de västliga influenserna, vilket bland annat märks i gravskicket när kristendomen etablerades på 1000-talet och de första stenkyrkorna byggdes på 1200-talet. Till skillnad från det finska fastlandet och Åbolands skärgård saknar Åland nästan helt ortnamn av finsk-ugriskt ursprung. De få som finns (Jurmo, Lappo, Koskenpää) ligger längst ut på Brändö och ansluter geografiskt till Åbolands skärgård.
Under medeltiden gynnades Åland av en handelsled från Roslagen över Ålands hav, genom ögruppen och vidare till Egentliga Finland. Bygget av Kastelholms slott på 1300-talet gav området strategisk och militär betydelse.

### 1500–1700-talet
Efter reformationen förblev Åland en del av det svenska riket. Landskapet tillhörde Åbo ärkestift och ingick från 1600-talet i Åbo och Björneborgs län. Under 1600- och 1700-talen hade Åland främst en jordbruksbaserad ekonomi, men sjöfarten utvecklades successivt genom kusthandel och fiske. Det geografiska läget gjorde att området tidvis drogs in i militära konflikter, bland annat under stora nordiska kriget.

### 1800-talet
Vid freden i Fredrikshamn 1809 övergick Åland från Sverige till det ryska imperiet, främst av militära skäl.  

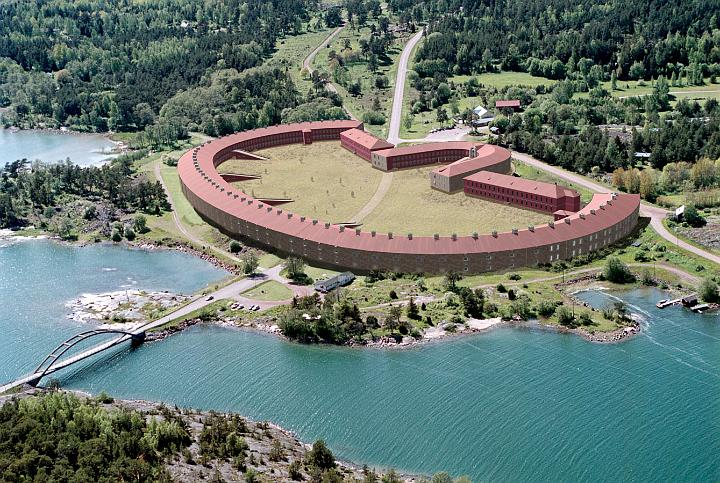
Bomarsunds fästning i en datoranimering

Ryssland började bygga Bomarsunds fästning på 1830-talet. Avsaknaden av demilitariseringsgarantier oroade Storbritannien, och under Krimkriget 1854 intogs fästningen av brittiska och franska styrkor. Enligt freden 1856 skulle Åland demilitariseras, vilket lade grunden till dess nuvarande status som demilitariserad och neutral.
Under senare delen av 1800-talet växte en stark sjöfartskultur fram. Bönder började bedriva handel med egna segelfartyg, och varje socken ägde ett betydande antal fartyg. Detta banade väg för Ålands framgångar inom djuphavsseglingen under det tidiga 1900-talet.

### 1900-talet

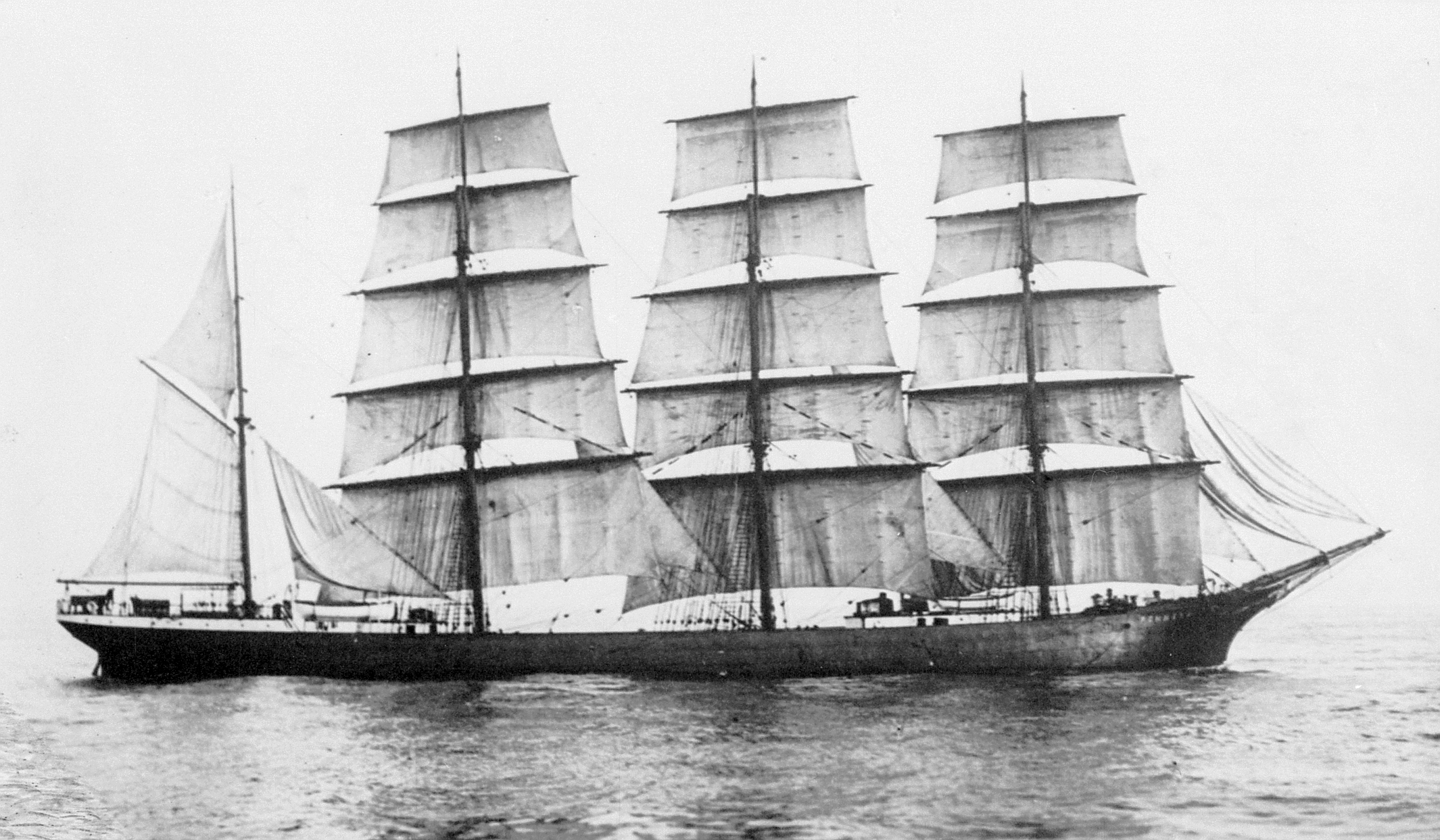
Pommern är ett museifartyg i Mariehamn och symbol för Ålands djuphavssjöfart

I början av 1900-talet hade åländska rederier, bland dem Gustaf Eriksons, några av världens största segelflottor. Skeppen seglade till destinationer som Australien, Amerika och Storbritannien. Pommern, som idag är museifartyg i Mariehamn, och Ålands sjöfartsmuseum vittnar om denna tradition.
Efter att Finlands självständighet utropats 1917 växte en svensk nationalism på Åland som reaktion på den finska nationalismen på fastlandet. Ålänningarna strävade efter återförening med Sverige, och 1918 undertecknade 96,2 procent av den vuxna befolkningen en petition om utträde ur Finland. Finland erbjöd autonomi inom republiken, vilket avslogs. Frågan togs upp i Nationernas förbund, som 1921 beslutade att Åland skulle förbli en del av Finland med omfattande självstyrelse. Finland garanterade rätten till svenska språket och skydd för kultur och traditioner. Samtidigt bekräftades ögruppens neutralisering och demilitarisering.
Under första hälften av 1900-talet fanns en viss besvikelse över beslutet, men med tiden kom självstyrelsen att spela en central roll i det politiska och kulturella livet.

### 2000-talet
På 2000-talet har det förekommit uppfattningar om att svenskans ställning i landskapet har försvagats, bland annat genom ökad användning av finska inom näringslivet och i kontakter med myndigheter i Finland.  
En mindre andel av befolkningen förespråkar självständighet. Partiet Ålands Framtid, grundat 2001, hade efter valet 2015 två mandat i lagtinget men är numera inte representerat.
En opinionsundersökning 2002 visade att cirka 70 procent av ålänningarna ville fortsätta tillhöra Finland med nuvarande status.

## Geografi

Karta över Åland med kommungränser och större öar

Åland är en ögrupp i Östersjön som består av omkring 6 500 öar och skär. Den största ön är Fasta Åland, med en yta på 1 010 kvadratkilometer. Den totala landarealen uppgår till 1 553 kvadratkilometer, medan vattenarealen omfattar 11 990 kvadratkilometer. Vattenarean har ökat i modern tid till följd av ändrade territorialvattengränser.
Fasta Åland utgör den centrala delen av landskapet och är sammanbunden med de större öarna genom broar och färjelinjer. Ögruppen gränsar i väster till Ålands hav, som skiljer Åland från Roslagen i Sverige och markerar övergången mellan Bottenhavet och den norra Östersjön. I öster övergår Ålands skärgård i Åbolands skärgård i Finland. I sydost ligger Kökar, som är den sydöstligaste kommunen i landskapet. Den västligaste punkten är Eckerö, cirka 50 kilometer från svenska Väddö. På ön Märket finns en kort landgräns mellan Sverige och Finland.
Den längsta körbara sträckan på Åland utan färja är 76 kilometer (Andersö–Norrboda), medan den längsta sträckan inklusive färja är cirka 140 kilometer (Degersand–Jurmo).

### Klimat
Åland har ett milt havsklimat med små variationer i temperatur mellan årstiderna.  
För perioden 1991–2020 var årsmedeltemperaturen 6,6 °C och årsmedelnederbörden 586 millimeter. Antalet dagar med snötäcke var i genomsnitt 57 under perioden 1987–2003.  
Under 1900-talet ökade årsmedeltemperaturen i Mariehamn med omkring 0,5 °C. Nederbörden ökade under perioden 1977–2013 med cirka 5 millimeter per månad.

## Politik och administration

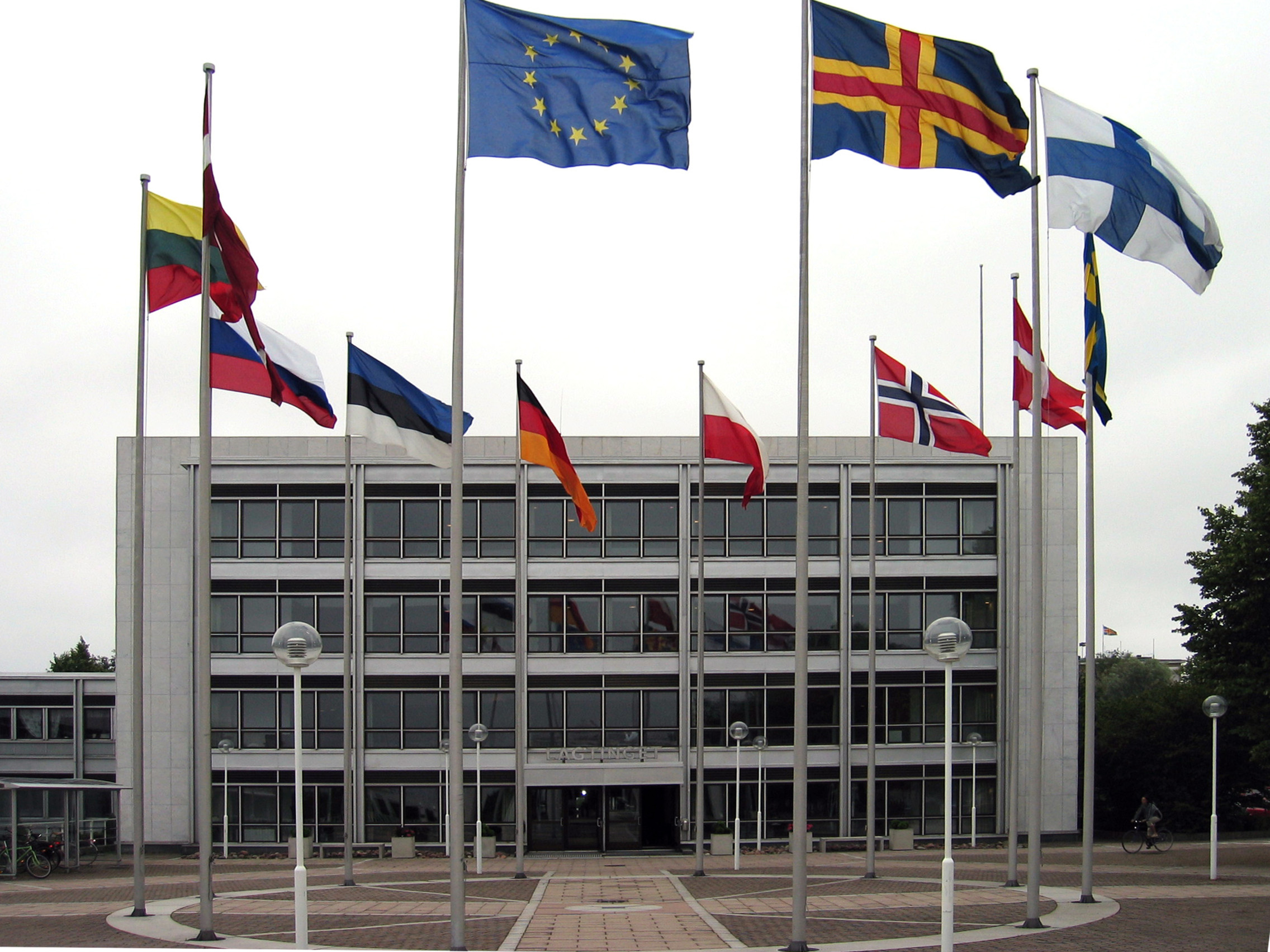
Självstyrelsegården i Mariehamn med Ålands, Finlands och EU:s flaggor.

Åland är en självstyrd region inom Finland med eget parlament, Ålands lagting, och egen regering, Ålands landskapsregering. Självstyrelsen regleras av Självstyrelselagen, som ger lagtinget lagstiftningsrätt inom flera områden, bland annat polisväsendet, posten, kommunal beskattning, utbildning, hälso- och sjukvård samt radio- och tv-sändningar. Finsk lag gäller för tullar, gränsbevakning, valuta, allmän straffrätt, arbetsrätt och civilrätt. Ålands landshövding leder Statens ämbetsverk på Åland och representerar den finska staten. Åland tillhör Borgå stift inom Evangelisk-lutherska kyrkan i Finland.

### Självstyrelsens juridiska status
Åland har internationellt garanterad neutraliserad och demilitariserad status, fastställd genom internationella överenskommelser. Den lagstiftande makten utövas av lagtinget och den verkställande makten av landskapsregeringen. Finland har suveränitet över området. Åland är en av få demilitariserade zoner i världen och hemort för Ålands fredsinstitut.

### Hembygdsrätten
Hembygdsrätten reglerar rätten att äga fastigheter och driva näringsverksamhet på Åland. Den ges till ålänningar och kan erhållas av finska medborgare som varit folkbokförda i landskapet i minst fem år, behärskar svenska och uppfyller övriga lagstadgade krav. Hembygdsrätten förloras vid utflyttning från Åland i mer än fem år. I bolagsstyrelser måste minst två tredjedelar av ledamöterna ha hembygdsrätt, med undantag för vissa allmännyttiga företag. Finska medborgare som fått hembygdsrätt före tolv års ålder är befriade från värnplikt.

### Åland och EU
Den 20 november 1994 hölls en folkomröstning på Åland om medlemskap i Europeiska unionen. En majoritet röstade ja, och Åland gick med tillsammans med Finland 1995. Ett särskilt Ålandsprotokoll reglerar relationen till EU och innehåller undantag för fastighetsägande, etableringsrätt och skatteregler. I skattehänseende räknas Åland som område utanför EU:s mervärdesskatteområde, vilket möjliggör skattefri försäljning ombord på färjor till och från Sverige och Finland.

### Kommunindelning

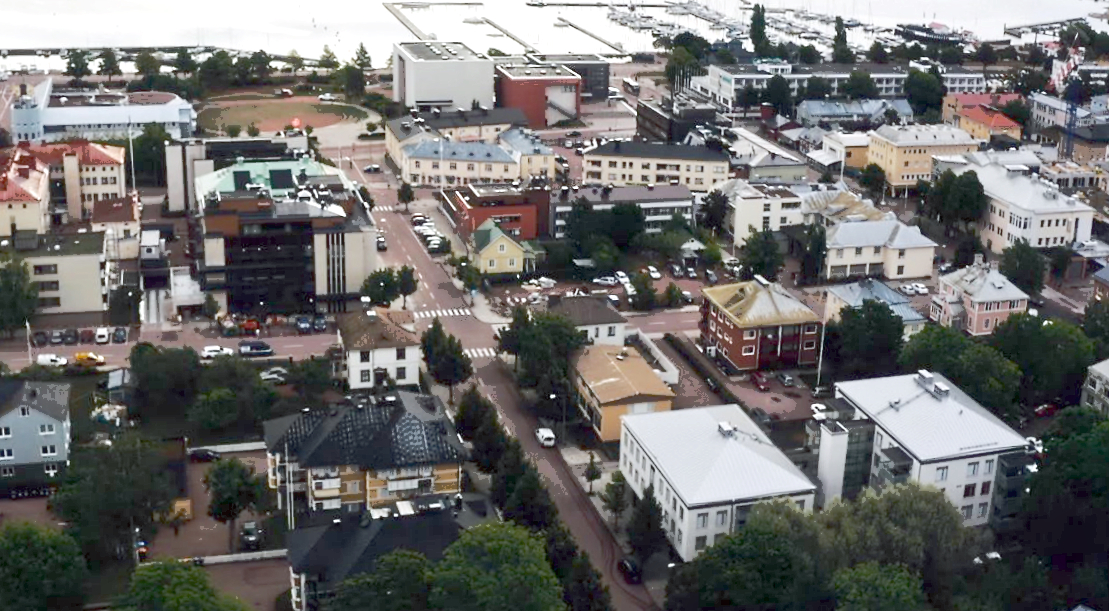
Mariehamn, Ålands huvudstad och största kommun.

Åland är indelat i sexton kommuner: en stad, nio landsbygdskommuner och sex skärgårdskommuner. Mariehamn är största kommunen med 11 866 invånare, följd av Jomala och Finström. Sottunga är minst med 101 invånare (2024).
Landsbygdskommuner:
- Jomala
- Hammarland
- Eckerö
- Finström
- Geta
- Saltvik
- Sund
- Lemland
- Lumparland

Skärgårdskommuner:
- Vårdö
- Kumlinge
- Brändö
- Sottunga
- Föglö
- Kökar

## Ålands ekonomi

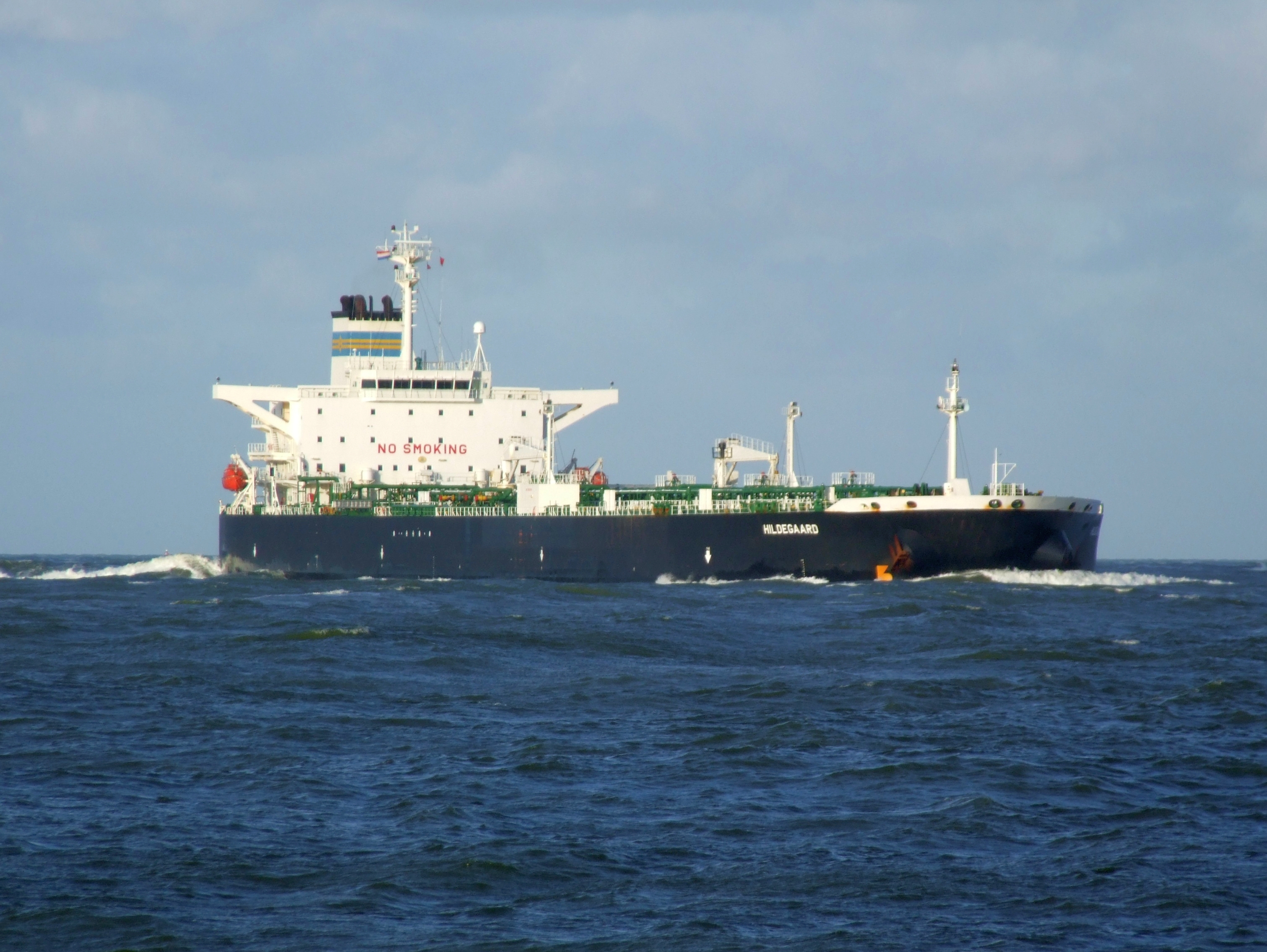
Lundqvistrederiernas Hildegaard. Rederiet utvecklades ur den åländska bondeseglationen till internationell fraktfart.

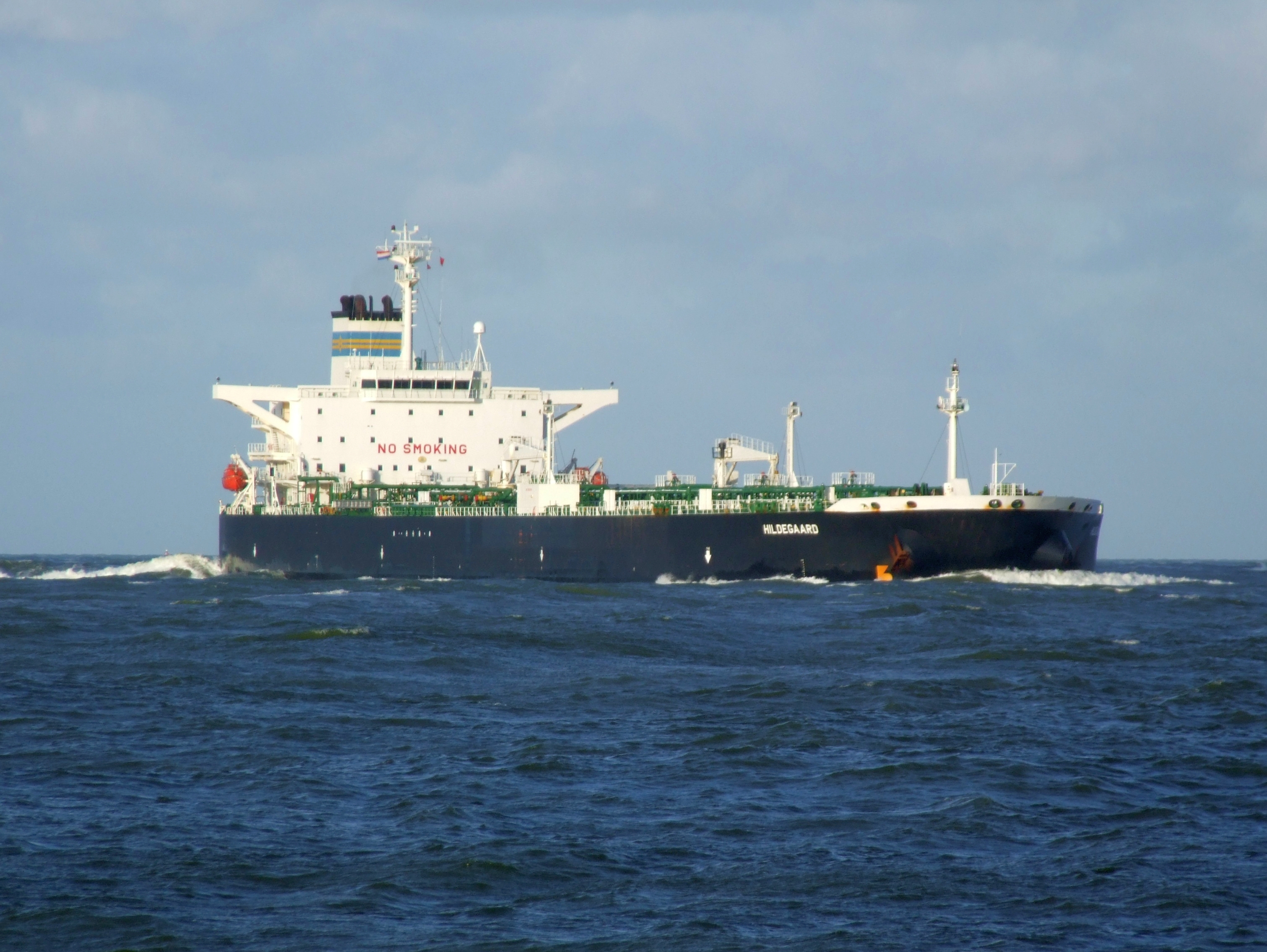
Lundqvistrederiernas Hildegaard. Rederiet är ett av dem som uppstod genom bondeseglationens utveckling till internationell fraktfart.

Åland har en särskild ekonomisk ställning. Det geografiska läget mellan södra Finland och Stockholmsområdet ger närhet till två stora marknader, vilket bidrar till stabilitet och diversifiering. I landskapet finns cirka 3 000 företag, varav mer än 85 procent har färre än fem anställda.
Sjöfarten är den viktigaste näringen för Ålands välstånd. År 2022 stod den för ungefär 15 procent av Ålands bruttonationalprodukt (BNP, det sammanlagda värdet av alla varor och tjänster som produceras). Den ekonomiska betydelsen bidrar till Ålands höga BNP per invånare. År 2022 var den genomsnittliga disponibla inkomsten per hushåll på Åland cirka 22 procent högre än i övriga Finland.
Sjöfarten ger fler arbetstillfällen än den lokala arbetskraften kan fylla, vilket gör att många anställda kommer från Finland och Sverige. Färjetrafiken har också en central roll för turismen, eftersom den står för nästan alla persontransporter till och från Åland.  

### Turism
Åland har under lång tid haft en stark kryssnings- och färjeturism. År 2022 anlände drygt 2 miljoner färjepassagerare till Åland, men en stor andel av dessa var genomresande eller deltog i kryssningar utan att gå i land. Antalet faktiska besökare som övernattar på Åland är betydligt lägre. Före covid-19-pandemin 2020 låg antalet gästnätter runt 420 000 per år, och 2023 registrerades 398 000 gästnätter.
Sommartid anländer även många besökare med egna båtar till de åländska gästhamnarna, vilket bidrar till den lokala ekonomin..

### Industri
Industrin är relativt liten men har stor betydelse för exporten. Den omfattar bland annat förädling av jordbruksprodukter och fisk, plastindustri med internationell verksamhet, metall- och verkstadsindustri, snickerier, tryckerier och elektronikindustri. Industriverksamheten skapar även många indirekta arbetstillfällen inom transport- och tjänstesektorn.

### Jordbruk och fiske

Fisket har traditionellt haft stor betydelse på Åland. Kökars vapen.

Jordbruket och fisket har minskat i ekonomisk omfattning men är fortsatt viktiga för skärgårdens livsmedelsproduktion och kulturarv. Det åländska jordbruket producerar främst lök, kinakål, potatis och äpple, vilket gynnas av det milda klimatet och trots begränsade odlingsarealer. Fisket bidrar både till lokal konsumtion och till råvaror för livsmedelsindustrin.

### Arbetsmarknad
Sysselsättningen har varit stabil sedan mitten av 1990-talet. Närheten till Stockholm och Helsingfors ger möjligheter till arbete och utbildning även under ekonomiska lågkonjunkturer.  
Efter pandemiåren 2020–2022 har arbetslösheten stigit något och ligger nu på drygt fyra procent. Turismnäringen sysselsätter många säsongsarbetare under sommaren, och förändringar inom sjöfarten kan få stor inverkan på arbetsmarknaden.

## Demografi
Åland har en liten men växande befolkning. Invandringen, särskilt från Sverige, Finland och de baltiska länderna, har under de senaste årtiondena bidragit till befolkningsökningen och en ökad språklig mångfald.

### Befolkningsutveckling
Historiskt har Åland varit en svenskspråkig ögrupp med begränsad in- och utvandring och en tämligen stabil befolkning. Runt sekelskiftet 1900 skedde dock en kraftig utvandring. Under åren 1893–1924 emigrerade cirka 7 200 personer, ungefär 25 procent av den dåvarande befolkningen. De flesta utvandrade till Nordamerika.
Sedan början av 1970-talet har befolkningen ökat genom invandring. Den utomnordiska inflyttningen ökade efter att flera länder i Baltikum blev medlemmar i EU 2004 och 2007. Invandringen har också påverkat språkfördelningen på Åland (se avsnittet nedan).
Befolkningsutveckling:
- 2024: 30 654 invånare
- 2023: 30 541 invånare
- 2020: 30 129 invånare
- 2010: 28 007 invånare
- 2000: 25 776 invånare
- 1990: 24 604 invånare
- 1980: 22 783 invånare
- 1970: 20 666 invånare
- 1960: 20 981 invånare
- 1950: 21 690 invånare
- 1940: 21 196 invånare
- 1930: 19 705 invånare
- 1920: 20 423 invånare
- 1910: 21 356 invånare

Uppgifterna avser förhållandena den 31 december varje år.

### Språk
På 1990-talet hade 94 % av befolkningen svenska som modersmål. År 2024 hade 15 % av invånarna ett annat modersmål än svenska.
Antalet personer med finska som modersmål har länge legat runt 1 400. Bland icke-svenskspråkiga över 50 år var mer än hälften finsktalande år 2024, medan andelen finsktalande bland yngre var betydligt lägre.
Mellan 2011 och 2019 fördubblades antalet skolelever med annat modersmål än svenska. År 2019 fanns trettiotre olika modersmål representerade bland eleverna i Ålands skolor.
| Språk    | Antal  | Andel (%) |
| -------- | ------ | --------- |
| Totalt   | 30 654 | 100,0     |
| Svenska  | 26 117 | 85,2      |
| Finska   | 1 393  | 4,5       |
| Rumänska | 525    | 1,7       |
| Lettiska | 496    | 1,6       |
| Engelska | 198    | 0,7       |
| Estniska | 194    | 0,6       |
| Thai     | 184    | 0,6       |
| Ryska    | 169    | 0,6       |
| Övrigt   | 1 378  | 4,5       |

Språkfördelning på Åland, 2023:
- Svenska: 85,2 %
- Finska: 4,5 %
- Övriga språk: 10,3 %

## Kultur och utbildning
Åland har ett flertal mångåriga kultur- och minnesinstitutioner, såsom Ålands museum, Ålands orgelfestival samt Ålands spelmansgille.

### Turism, nöjen och friluftsliv

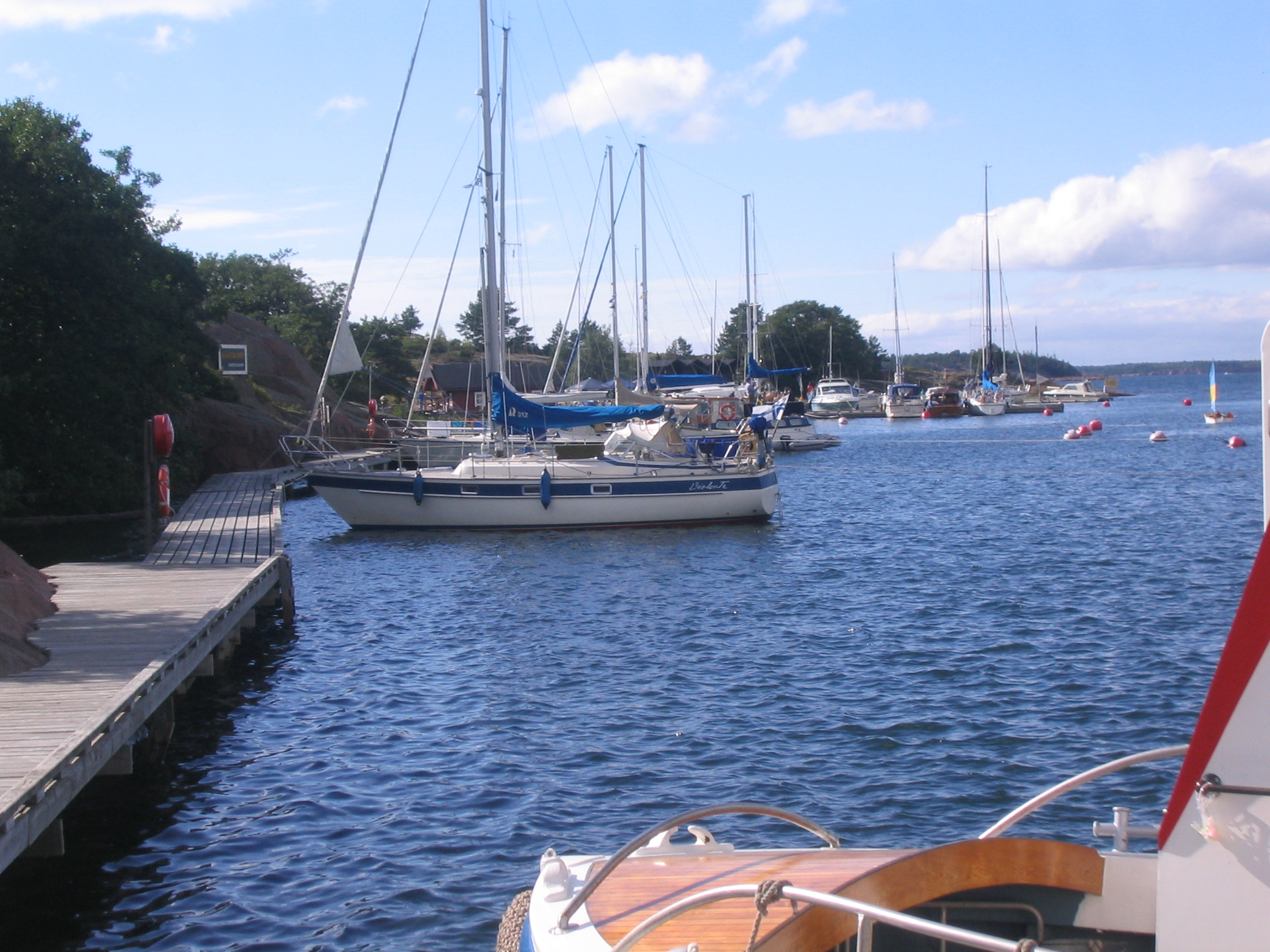
Båthamnen på Rödhamn utanför Mariehamn.

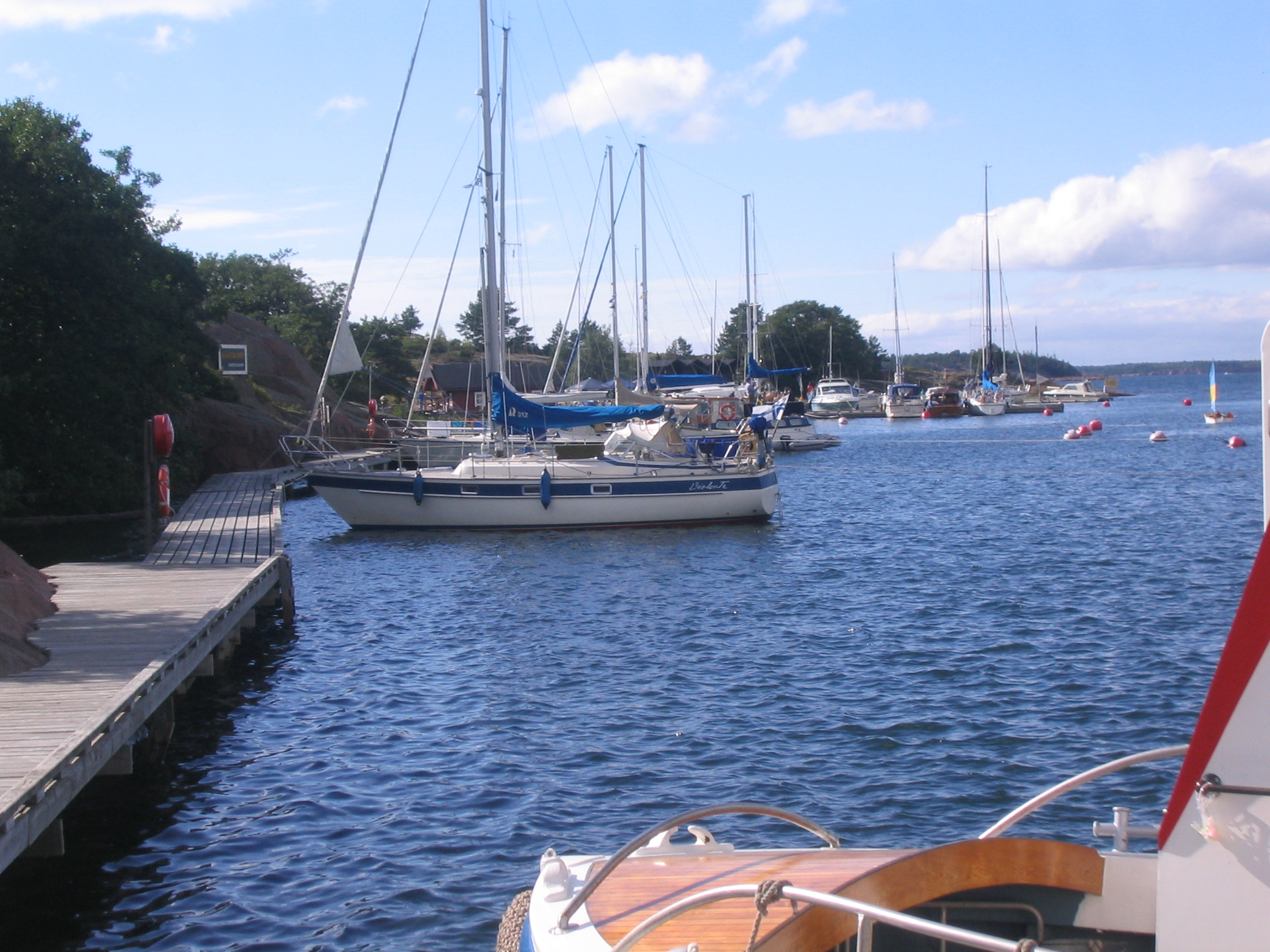
Båthamnen på Rödhamn utanför Mariehamn.

Åland har en speciell natur som erbjuder stora kontraster. Ytterskärgårdens karga kobbar byts ut mot skogar och bördiga odlingslandskap på Fasta Åland. Åland består av en huvudö samt över 6 700 mindre öar av varierande storlek. På Åland fanns 2021 59 naturreservat.
Skärgården ger möjlighet till paddling, segling, långfärdsskridskoåkning och annat. Cykelvägar finns på hela Åland. Kostnaden för att ta med bilen subventioneras av Landskapet Åland om man stannar i skärgården en natt.
På somrarna anordnas Rockoff-festivalen. Den besöks förutom av ålänningar även av turister.

### Utbildning
Utbildning på Åland liknar i stora drag utbildning i Finland och övriga Norden. Undervisningsspråket i samtliga skolor på Åland är svenska. Skolorna på Åland består av ett flertal lokala grundskolor, Ålands gymnasium (bestående av Lyceum och Yrkesgymnasium), Högskolan på Åland samt Ålands folkhögskola. Ålands sjöfartsutbildning är samlad inom Alandica Shipping Academy.

## Ålands ekonomi
Åland har en särskild ekonomisk status. För att äga mark och driva företag krävs hembygdsrätt, en status som ger ålänningar rätt att äga fastigheter och bedriva näringsverksamhet.
Läget mellan södra Finland och Stockholmsområdet ger Åland ekonomiska fördelar. Närheten till dessa marknader gör ekonomin mindre sårbar.
På Åland finns cirka 3 000 företag. Över 85 procent av dessa har färre än fem anställda.

### Viktiga näringar
Sjöfarten är den viktigaste näringen för Ålands välstånd. År 2022 stod sjöfarten för ungefär 15 procent av Ålands bruttonationalprodukt (BNP, det sammanlagda värdet av alla varor och tjänster som produceras). Sjöfartens ekonomiska betydelse bidrar till Ålands höga BNP per invånare. År 2022 var den genomsnittliga disponibla inkomsten per hushåll på Åland cirka 22 procent högre än i övriga Finland.
Sjöfarten på Åland erbjuder fler jobb än vad lokalbefolkningen kan fylla. Därför arbetar många personer från Finland och Sverige på åländska fartyg. Färjetrafiken har utvecklat turismen. De senaste åren har Åland tagit emot omkring 1,3 miljoner besökare årligen. De flesta är kryssningsresenärer.[källa behövs]
Före covid-19-pandemin 2020 besökte ungefär 2 miljoner personer Åland varje år. Årligen övernattar drygt 420 000 besökare på Åland, exklusive pandemiåren. Under sommaren kommer många besökare med egna båtar till de åländska gästhamnarna.

Fisket har alltid varit viktigt på Åland. Kökars vapen.

Industrin på Åland är liten men viktig för exporten. Den inriktar sig främst på förädling av jordbruksprodukter och fisk. På Åland finns också plastindustri med internationell verksamhet, metall- och verkstadsindustri, snickerier, tryckerier och elektronikindustri. Industriverksamheten skapar många indirekta arbetstillfällen.
Jordbruket och fisket är fortfarande viktiga för den åländska skärgården och livsmedelsindustrin. Deras ekonomiska betydelse är dock mindre än tidigare. Det åländska jordbruket odlar främst lök, kinakål, potatis och äpple tack vare det gynnsamma klimatet och trots de små odlingsarealerna.

### Arbetsmarknad
Sysselsättningen på Åland har varit stabil sedan mitten av 1990-talets lågkonjunktur. Närheten till Stockholm och Helsingfors gör det lättare för unga att hitta jobb och utbildning även under ekonomiskt svåra tider.
Efter pandemiåren 2020–2022 har arbetslösheten ökat något och ligger nu över fyra procent. Turismnäringen anställer säsongsarbetare från andra orter under högsäsongen. Framtida förändringar i sjöfartsbranschen kan dock påverka jobben på Åland negativt.

## Kultur och utbildning
Åland har ett flertal mångåriga kultur- och minnesinstitutioner, såsom Ålands museum, Ålands orgelfestival samt Ålands spelmansgille.

### Turism, nöjen och friluftsliv
Åland har en speciell natur som erbjuder stora kontraster. Ytterskärgårdens karga kobbar byts ut mot skogar och bördiga odlingslandskap på Fasta Åland. Åland består av en huvudö samt över 6 700 mindre öar av varierande storlek. På Åland fanns 2021 59 naturreservat.
Skärgården ger möjlighet till paddling, segling, långfärdsskridskoåkning och annat. Cykelvägar finns på hela Åland. Kostnaden för att ta med bilen subventioneras av Landskapet Åland om man stannar i skärgården en natt.
På somrarna anordnas Rockoff-festivalen, som besöks både av ålänningar och turister.

### Utbildning
Utbildning på Åland liknar i stora drag utbildning i Finland och övriga Norden. Undervisningsspråket i samtliga skolor på Åland är svenska. Skolorna på Åland består av ett flertal lokala grundskolor, Ålands gymnasium (bestående av Lyceum och Yrkesgymnasium), Högskolan på Åland samt Ålands folkhögskola. Ålands sjöfartsutbildning är samlad inom Alandica Shipping Academy.

### Sport

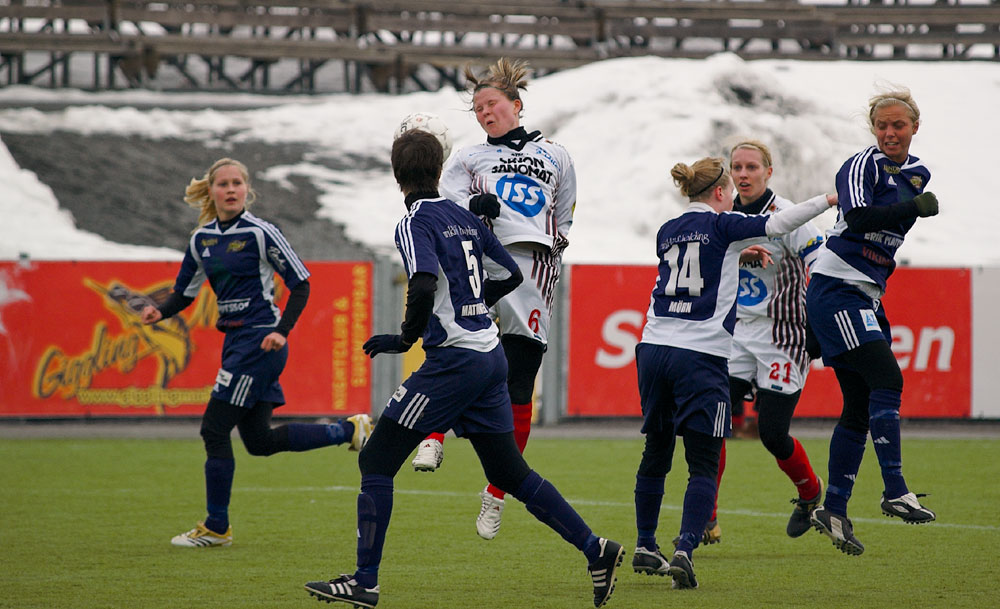
Åland Uniteds damer mot KMF i fotbolls-FM.

Ålands Idrottsförbund är idrottens gemensamma paraplyorganisation som motsvarar Sveriges Riksidrottsförbund eller Finlands Idrott. Idrottsförbundet representerar åländsk idrott i samtliga nordiska sammanhang och är idrottens högsta organ på Åland.
Åland har inget eget landslag och är inte själv medlem i internationella idrottsförbund, utan räknas som en del av Finland. Åländska lag deltar i finska serier.
Ålands Idrottsförbund bildades 1995 av de dåvarande idrottsorganisationerna och på landskapsstyrelsens initiativ. 1999 övertog förbundet fördelningen av idrottens finansiella medel från Ålands landskapsregering. Detta skedde i samband med en uppdatering av idrottslagen för landskapet Åland. Idrotten på Åland räknar med att drygt 13 500 aktiva regelbundet deltar i organiserad idrott, vilket gör den till Ålands största folkrörelse.
IFK Mariehamn har flera sektioner. Herrfotbollssektionen spelade sin första säsong i Tipsligan 2005 och blev finska mästare för första gången 2016. Andra framgångsrika fotbollsföreningar är Åland United, som 2009 vann damernas högsta serie, FM-serien, och därmed kvalificerade sig för spel i Uefa Women's Champions League 2010.
Janne Holmén, som blev europamästare i maraton 2002, är från Åland. Ålands Kraftsportklubb är en av landets framgångsrikaste, och klubbens styrkelyftare Kenneth Sandvik har satt världsrekord i bänkpress två gånger.
Åland arrangerade de Internationella öspelen 1991 och 2009. Även världsmästerskapet i innebandy för damer 1997 spelades där.

### Film
En historisk dramafilm från 2016, Djävulens jungfru, i regi av Saara Cantell, utspelar sig på 1600-talet på Åland under häxjakterna. Den vann priset för bästa utländska film vid Toronto Female Eye Film Festival 2017. Även dramafilmen Lärjungen från 2013, regisserad av Ulrika Bengts, utspelar sig på Åland.